# Chalvo 55
Chalvo 55 (en japonès チャルボ55) és un videojoc del gènere dels trencaclosques llançat el 1997 per Japan System Supply a la consola Game Boy, i va ser publicat per Nintendo. És la continuació del videojoc cancel·lat de Virtual Boy anomenat Bound High. Només hi ha el mode d'un jugador.